# SMS Novara
La SMS Novara est une frégate de la marine impériale autrichienne, célèbre pour avoir fait le tour du monde entre 1857 et 1859 et pour avoir emmené au Mexique l'archiduc Maximilien et son épouse Charlotte, pour y devenir en mai 1864 empereur et impératrice du Mexique. Elle est reconstruite en 1860-1862 et transformée en frégate à vapeur. Elle prend part à la bataille de Lissa (1866) et elle est démantelée en 1898.

## Historique

### Service

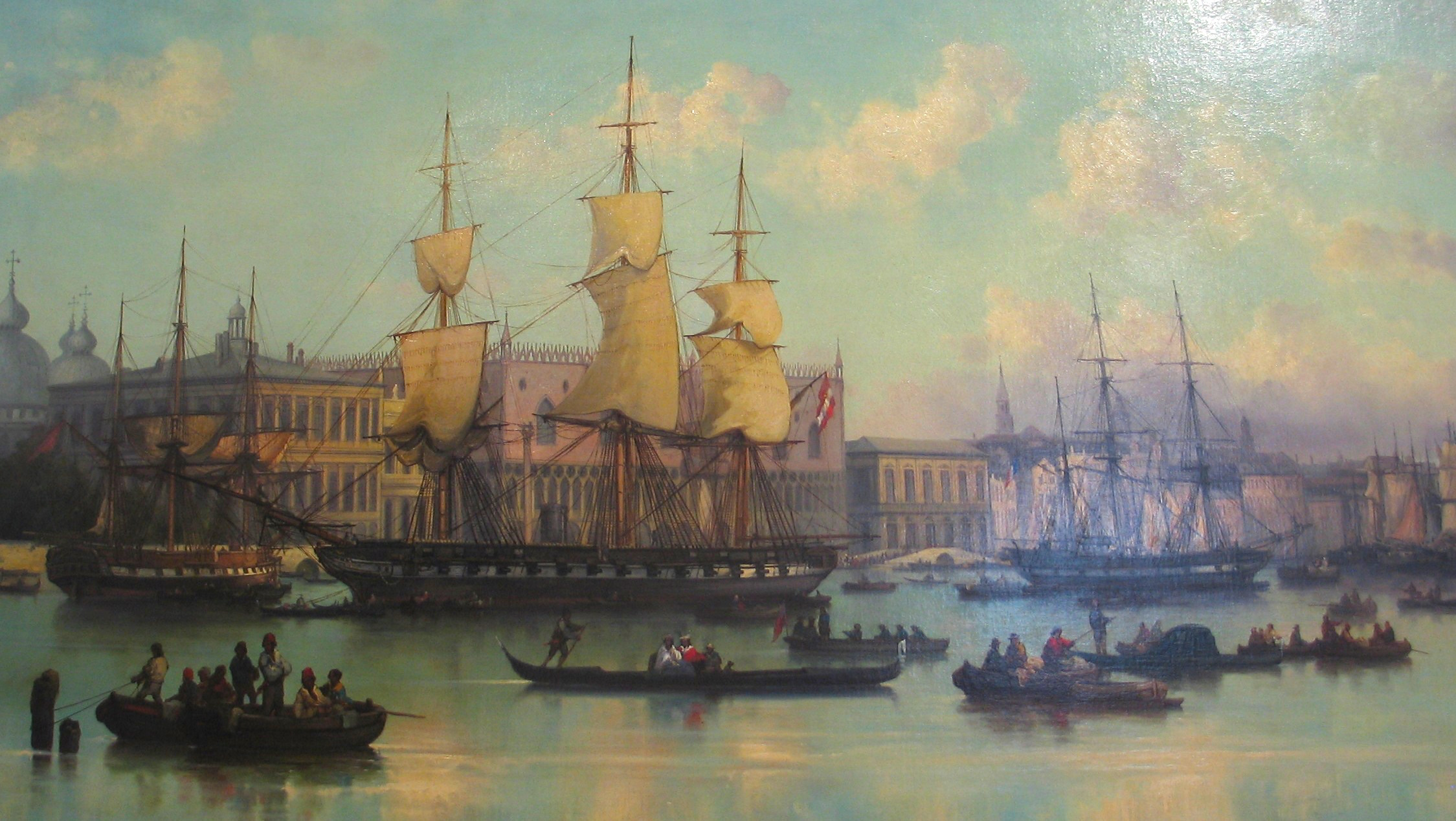
La Novara après 1862 devant le palais des Doges (tableau de Püttner)

Ce navire est un trois-mâts à six ponts lancé le 4 novembre 1850 à l'arsenal de Venise, alors possession autrichienne. Il est baptisé du nom de la ville de Novare en référence à la victoire autrichienne de 1849. La frégate est construite selon les plans de l'architecte naval Giuseppe Paresi et armée de quarante-deux canons, pour un déplacement de 2 107 tonnes. Sa figure de proue est une Victoire de Luigi Rizzotti. La frégate mesure 50,35 mètres de longueur pour 13,80 mètres de largeur.
Son tour du monde en 1857-1859 est un événement majeur pour le Muséum d'histoire naturelle de Vienne qui recueille des milliers de spécimens zoologiques, botaniques et minéralogiques de cette expédition, à laquelle une série de vitrines, avec une maquette du navire, est toujours consacrée.

### Expédition
Le navire entreprend le premier tour du monde maritime commandé par l'empire d'Autriche. L'expédition démarre de Trieste le 30 avril 1857, passe le Cap de Bonne-Espérance, explore les Seychelles, les côtes indiennes, indonésiennes, philippines et chinoises, puis, via la Micronésie et les îles Salomon, met le cap vers l'Australie et la Nouvelle-Zélande, s'arrête à Tahiti et aux îles Galapagos avant de faire le tour de l'Amérique du Sud et, après quelques escales aux Antilles et aux États-Unis, revenir par Gibraltar le 30 août 1859, au bout de deux ans et trois mois. L'équipe comprend alors 352 personnes sous le commandement de Bernhard von Wüllerstorf-Urbair (1816-1883) et comprend 345 officiers et hommes d'équipage auxquels s'ajoute une équipe de sept scientifiques, constituée par l'Académie impériale des sciences de Vienne. Les savants sont dirigés par le géologue Ferdinand von Hochstetter (1829-1884) et le zoologue Georg von Frauenfeld (1807-1873). Le rapport de l'expédition avec des planches en couleur est publié en vingt-et-un volumes (1861-1876) sous le titre Reise der österreichischen Fregatte Novara um die Erde in den Jahren 1857, 1858, 1859 unter den Behelfen des Commodore B. von Wüllkerstorf-Urbair.

### Reconstruction

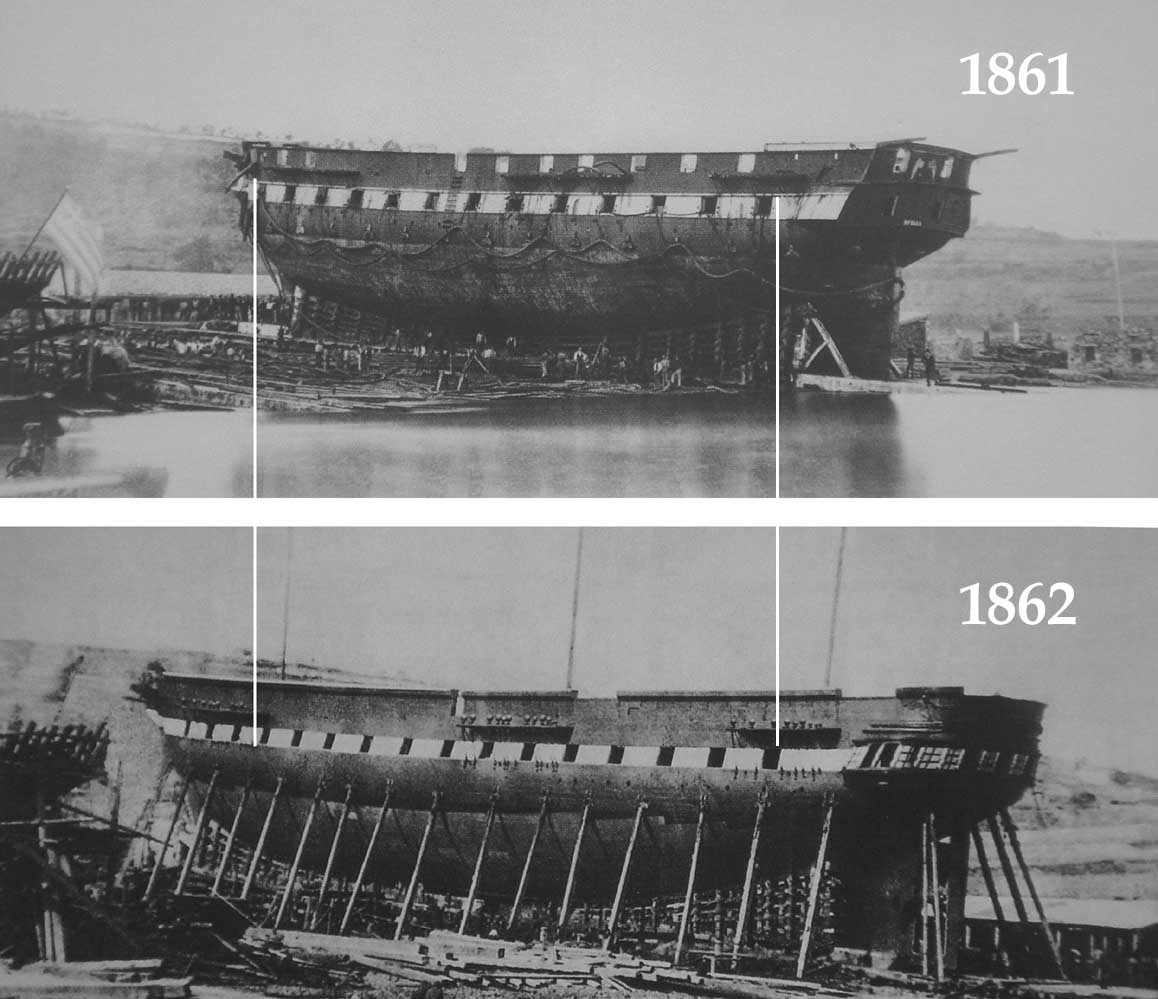
Travaux de reconstruction entre 1861 et 1862 à l'arsenal de San Rocco (Trieste)

L'archiduc Maximilien commande sa reconstruction en 1861-1862. Le navire est allongé à 65,63 mètres pour 13,72 de largeur et comprend une double machinerie à vapeur cylindrique pour un tonnage de 2 497 tonneaux. Sa voilure fait 1 829 m2. Une nouvelle figure de proue est posée en 1862, sculptée par Andreas Gregorich.
La frégate emmène l'archiduc et son épouse à Veracruz en mai 1864 pour y être couronnés empereur et impératrice du Mexique.

### Derniers états de service
Le Novara fait partie d'une formation navale commandée par Anton von Petz à bord du SMS Kaiser qui participe avec la IIe division (commandée par l'amiral von Tegetthof) à la bataille de Lissa, le 18 juillet 1866. La frégate ramène en Autriche la dépouille mortelle de l'empereur Maximilien en 1867.
Le navire fait plusieurs traversées de l'Atlantique les années suivantes. Il est désarmé en 1876, sert d'école de marine, puis de casernement à Pola. Il est rayé des listes de service en 1898 et mis au rebut.
Plusieurs tableaux et une seconde maquette de la frégate sont aujourd'hui exposés au musée d'histoire militaire de Vienne.

## Illustrations

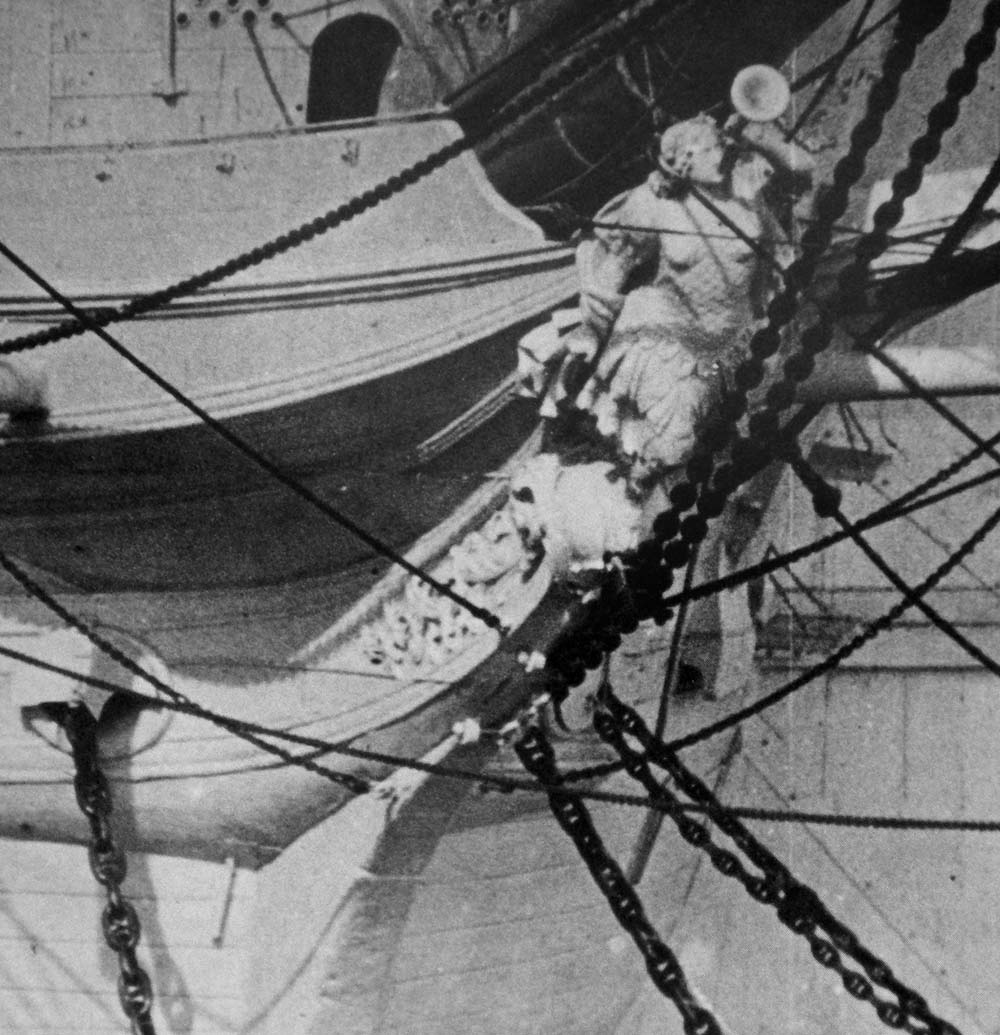
Nouvelle figure de proue après sa conversion de 1861 à 1862 en frégate à vapeur à poupe ronde
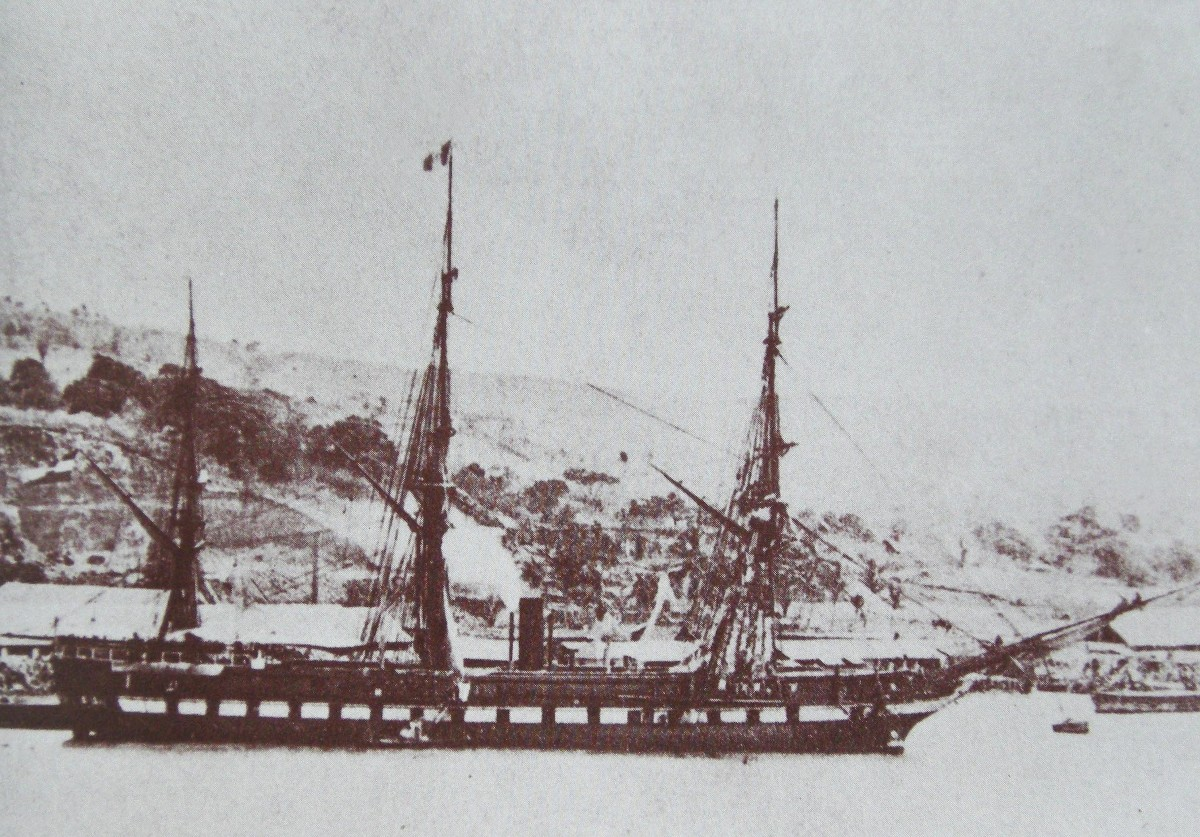
Le SMS Novara à la Martinique en 1864
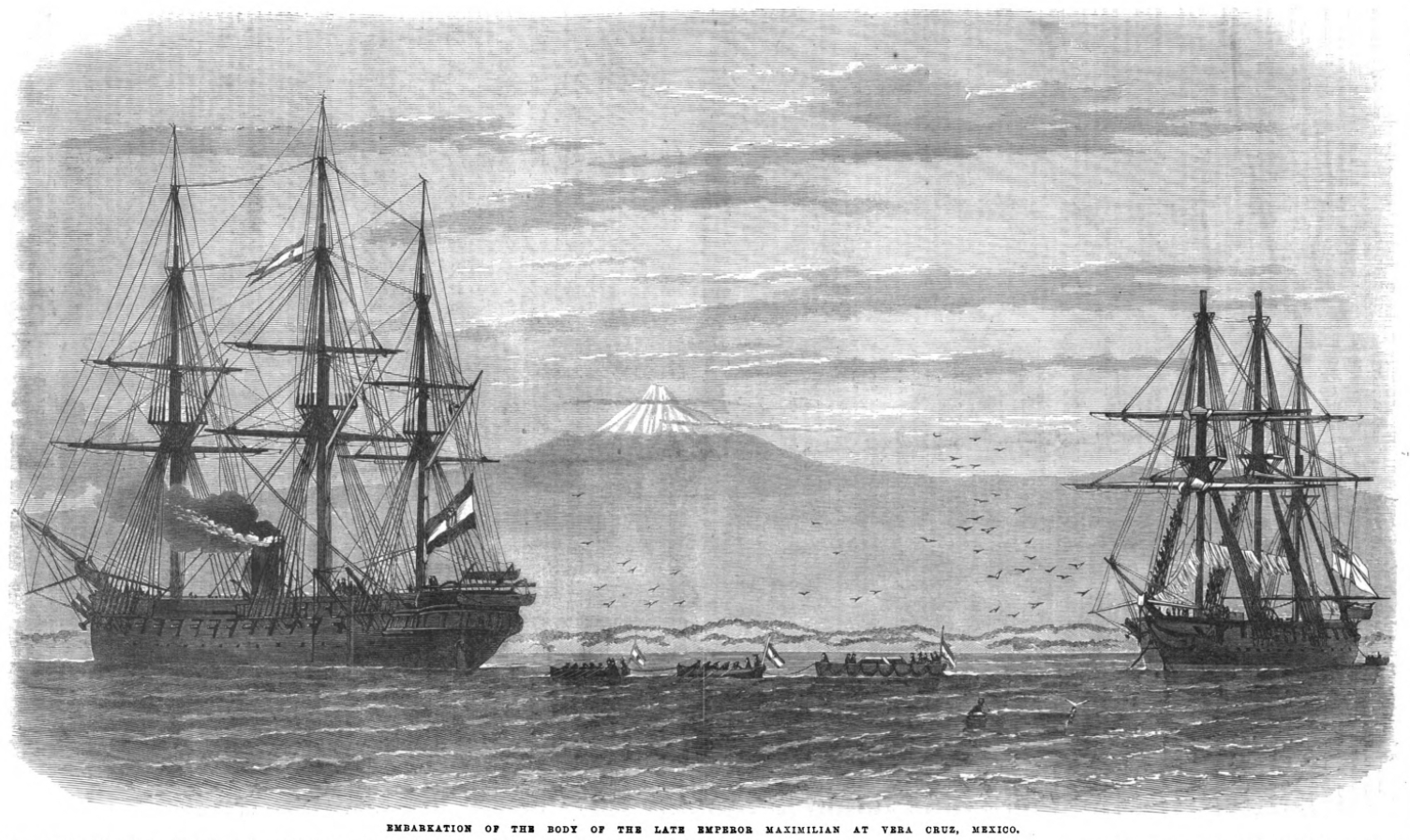
Le SMS Novara (à gauche) recevant la dépouille mortelle de l'empereur Maximilien à Veracruz
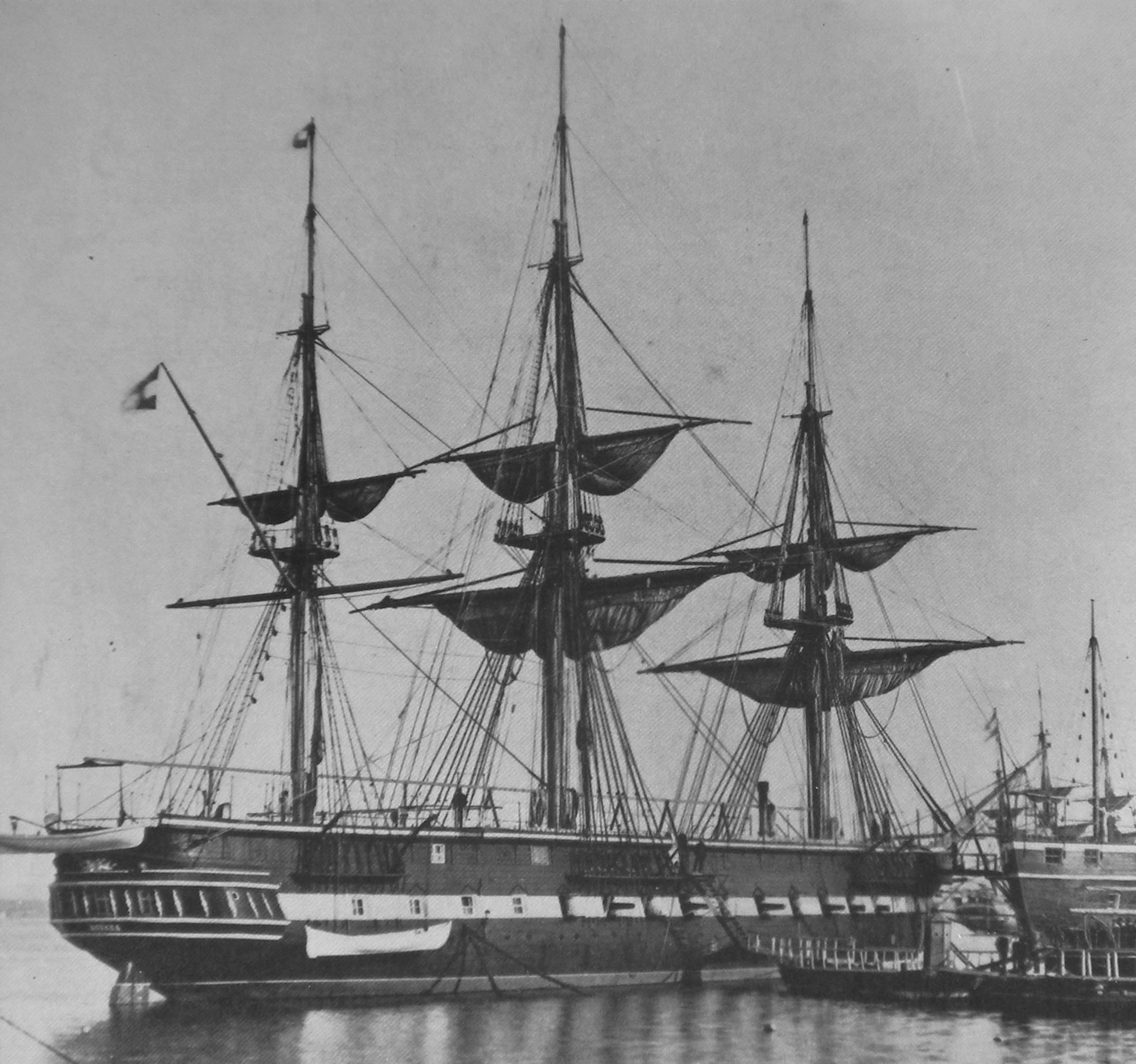
Le navire en 1856

## Équipe scientifique (1857-1859)
- Georg von Frauenfeld (1807–1873),
- Ferdinand von Hochstetter (1829–1884),
- August von Pelzeln (1825-1891),
- Ludwig Redtenbacher (1814–1876),
- Franz Steindachner (1834–1919),
- Johann Zelebor (1819–1869).
- Secrétaire et agent commercial: Karl von Scherzer (1821-1903)
- Illustrateur: Joseph Selleny (1824-1875)

## Notes et références

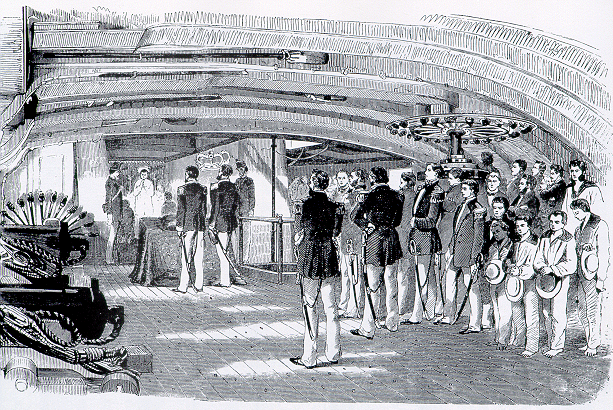
Te Deum à bord du SMS Novara en 1857, gravure de Joseph Selleny

## Source
- (de) Cet article est partiellement ou en totalité issu de l’article de Wikipédia en allemand intitulé « SMS Novara (1850) » (voir la liste des auteurs).